# 339
339 (CCCXXXIX) fue un año común comenzado en lunes del calendario juliano, en vigor en aquella fecha.
En el Imperio romano, el año fue nombrado como el del consulado de Constancio y Claudio, o menos comúnmente, como el 1092 Ab urbe condita, adquiriendo su denominación como 339 a principios de la Edad Media, al establecerse el anno Domini.

## Acontecimientos
- Atanasio es depuesto como patriarca de Alejandría.

## Nacimientos
- Simeón Bar Sabas, religioso cristiano.
- Cromacio de Aquilea, obispo, escritor y santo católico italiano (f. 406/407).

## Fallecimientos
- Eusebio de Cesarea, religioso, escritor y santo católico.